# Hoymille
Hoymille é uma comuna francesa na região administrativa de Altos da França, no departamento do Norte. Estende-se por uma área de 5.53 km². Em 2010 a comuna tinha 3 406 habitantes (densidade: 615,9 hab./km²).